# Центральна служба безпеки
Центральна служба безпеки (ЦСБ) (англ. Central Security Service, CSS) — агентство бойової підтримки Міністерства оборони США, яке було створене 1972 року для інтеграції зусиль Агентства національної безпеки (АНБ) і Служби криптологічних компонентів (SCC) Збройних сил США у сфері радіоелектронної розвідки, криптології та інформаційного забезпечення на тактичному рівні. У 2002 році ЦСБ налічувала 25 000 військовослужбовців. Є частиною розвідувального співтовариства Сполучених Штатів.

## Історія
Після закінчення Другої світової війни у Сполучених Штатах було дві військові організації зі збору даних радіоелектронної розвідки (SIGINT): Агентство безпеки Армії США (ASA) і Організація військово-морської комунікаційної розвідки (OP-20-G). Остання була ліквізована і реорганізована у значно менший Відділ підтримки зв'язку (CSA) у 1946 році, залишивши Агентство безпеки Армії США як головне агентство зі збору даних радіоелектронної розвідки. Крім того, у 1948 році Повітряні сили США створили власну Службу безпеки Повітряних сил США (USAFSS) для збору даних розвідки.
20 травня 1949 року Міністр оборони США створив Агентство безпеки збройних сил (AFSA), яке стало відповідальним за керівництво та контроль за всіма радіоелектронними розвідувальними даними США (COMINT) і діяльністю безпеки зв'язку (COMSEC). Проте на тактичному рівні ці завдання продовжували виконувати відповідні відомства армії, флоту та авіації, які не бажали визнавати повноваження новоствореного Агентства безпеки збройних сил. Намагаючись отримати контроль над військовими елементами радіоелектронної розвідки, 24 жовтня 1952 року Агентство безпеки збройних сил було замінено новим і більш потужним Агентством національної безпеки (NSA).
Тактичні воєнні розвідувальні дані традиційно збирали спеціалізовані солдати, матроси, льотчики, морські піхотинці та берегові охоронці, дислоковані по всьому світу. Наприклад, під час війни у В'єтнамі кожна з військових служб розгорнула власні криптологічні підрозділи за підтримки Агентства національної безпеки, які створили кілька груп підтримки радіоелектронної розвідки як точки узагальнення даних радіоелектронної розвідки. Зі зростанням криптологічних вимог військові системи радіоелектронної розвідки необхідно було оновити та уніфікувати, тому планувалося об'єднати Агентство національної безпеки та Службові криптологічні агентства (SCA) у нове уніфіковане командування, де Агентство національної безпеки поглине функції Службових криптологічних агентств.
За словами Джеймса Бемфорда, Агентство національної безпеки/Центральна служба безпеки спочатку замислювалися як окремий «четвертий департамент» поряд з трьома, які складають Міністерство оборони США. Проте, оборонне відомство чинило опір цій ідеї, і тому Центральну службу безпеки було засновано як міжвідомчу організацію. Центральну службу безпеки було створено Президентською директивою в лютому 1972 року для сприяння повному партнерству між Агентством національної безпеки (NSA) і Службою криптологічних елементів (SCE) Збройних сил США.
Рішення про утворення Центральної служби безпеки підвищило стандарти продуктивності і навчання та стало основою для подальшої централізації Агентства національної безпеки та різних військових криптологічних елементів і спроможностей.

## Структура
Центральну службу безпеки (CH/CSS) очолює директор Агентства національної безпеки (DIRNSA), який також є командувачем Кіберкомандування США (USCYBERCOM) і є найвищим військовим чиновником цих організацій. Нинішнім начальником Центральної служби безпеки є генерал Армії США Пол М. Накасоне.
Особливою функцією Центральної служби безпеки є функція заступника начальника Центральної служби безпеки (DCH/CSS), який є головним радником директора Агентства національної безпеки з військових криптологічних питань у його ролі начальника Центральної служби безпеки. Заступник начальника контролює систему військової криптології та керує партнерством між Агентством національної безпеки, Центральної служби безпеки і Службою криптологічних елементів. Він також забезпечує військові спроможності для реалізації Національної криптологічної стратегії. Нинішній заступник начальника Центральної служби безпеки — бригадний генерал Повітряних сил США Дуглас С. Коппінгер.

### Поточні члени
До складу Центральної служби безпеки входять такі органи військової розвідки та безпеки:
- Командування розвідки та безпеки армії США (INSCOM, раніше Агентство безпеки Армії США[en])
- Батальйон морської криптологічної підтримки США[en] (MCSB)
- Кіберкомандування флоту США[en] (раніше Група безпеки Військово-морських сил США[en])
- 16-та повітряна армія (раніше 25-та повітряна армія та Агентство розвідки, спостереження та рекогностування Повітряних сил США[en])
- Розвідка берегової охорони[en] (CGI)

Ці Служби криптологічних компонентів складаються з ряду підлеглих підрозділів для конкретних завдань, розміщених як усередині країни, так і за кордоном. Командування розвідки та безпеки армії США має понад 15 бригад, груп і центрів, які працюють у понад 180 місцях по всьому світу; Батальйон морської криптологічної підтримки США складається з семи підрозділів, п'ять з яких знаходяться на континентальній частині США, одна на Гаваях і одна в Англії; а Агентство розвідки, спостереження та рекогностування Повітряних сил США має п'ять головних відділень і чотири відділення підтримки з приблизно 17 000 співробітників у 65 місцях по всьому світу.

## Завдання
Для всіх заходів, пов'язаних із радіоелектронною розвідкою, ці організації військової розвідки та безпеки є частиною Центральної служби безпеки і, отже, підпорядковані директору Агентства національної безпеки у його ролі начальника Центральної служби безпеки. Для адміністративних питань і матеріально-технічної підтримки ці криптологічні організації є частиною відповідної головної служби Збройних сил США. Міністр оборони за порадою Об'єднаного комітету начальників штабів може підпорядковувати інші військові підрозділи та ресурси, пов'язані з радіоелектронною розвідкою, начальнику Центральної служби безпеки.
Повсякденна робота Центральної служби безпеки полягає у фіксації сигналів противника (радіолокаційних, телеметричних, радіо/супутникового зв'язку) засобами залученої служби. Наприклад, у Військово-морських сил США є спеціальні підводні човни для відводу підводних кабелів; Повітряні сили використовують літаки зі складними антенами та обладнанням для прослуховування ворожих радарів і радіо; на землі армія використовує подібне обладнання для підслуховування.

## Емблема
Після створення Центральна служба безпеки протягом багатьох років не мала власної емблеми, тому в 1996 році на прохання директора Агентства національної безпеки Кеннета А. Мінігана була створена печатка для Центральної служби безпеки. Блакитне тло емблеми Центральної служби безпеки символізує «вірність» і «стійкість», а символи складових криптологічної служби зображені по колу: Командування розвідки та безпеки армії США, Розвідка морської піхоти США, Група безпеки Військово-морських сил США, Розвідка берегової охорони і Агентство розвідки, спостереження та рекогностування Повітряних сил США із символом Агентства національної безпеки у центрі.